# Rio Borkana
O Rio Borkana é um curso de água  da região central da Etiópia e um afluente do Rio Awash onde desagua pela margem esquerda. Johann Ludwig Krapf regista que este rio era chamado como "Tshaffa" pelos povos locais da etnia Oromo.